# Partido Republicano (Chile, 1982-1987)
El Partido Republicano (PRep) fue un partido político chileno de centroderecha existente entre 1982 y 1987, que fue opositor a la dictadura militar encabezada por Augusto Pinochet.

## Historia

### Antecedentes y fundación (1979-1983)
Una de las primeras señales de políticos de derecha opositores a Pinochet surgió en 1979, cuando una agrupación de exparlamentarios del Partido Nacional (PN) se negó a firmar un documento de adhesión al Régimen elaborado por militantes de dicho partido.
En septiembre de 1982 fue constituido formalmente el grupo Derecha Republicana—denominado también como Derecha Democrática Republicana—. Un mes después, el 25 de octubre de 1982, un grupo de políticos procedentes del PN fundó el Centro de Estudios y Análisis de la Realidad Nacional e Internacional (CEARNI). Su objetivo era servir de base a la formación de un partido de derecha democrática, inspirado en el liberalismo moderno y respetuoso de los derechos humanos.
Sus líderes eran los conservadores Julio Subercaseaux y los liberales Hugo Zepeda Barrios y Armando Jaramillo Lyon. Entre sus integrantes se encontraban Aníbal Scarella, Ignacio Prado, Domingo Cuadra Gazmuri, Óscar Ruiz Bourgeois, Sergio Sepúlveda, Óscar Alvarado, Santiago Morán, Gilberto Rudolph, Gabriel León Echaíz, Enrique Koch y Andrés Feliú Segovia.

### Alianza Democrática y fusión con el Partido Liberal (1983-1987)
El Partido Republicano fue uno de los miembros fundadores de la Alianza Democrática el 6 de agosto de 1983, habiendo firmado previamente el Manifiesto Democrático del 14 de marzo de ese año. En diciembre de 1984, cambió su nombre a Partido Republicano luego del ingreso del Partido Liberal (PL) a la coalición en octubre del mismo año, pues con ello dejaba de ser el único partido de centroderecha del conglomerado.
En abril de 1985, decide unirse junto a los liberales y el PN en la Federación Democrática, habiendo considerado las similitudes ideológicas entre estos partidos, la cual fue presidida por el republicano Hugo Zepeda Barrios. No obstante, dicho pacto fue de efímera duración y escasa presencia en la política nacional, debido a las discrepancias entre sus miembros sobre la actitud a adoptar frente al Régimen: mientras republicanos y liberales eran firmes opositores, los nacionales se declaraban independientes ante el mismo.
En agosto del mismo año, el partido fue uno de los firmantes del Acuerdo Nacional para la Transición a la Plena Democracia. Asimismo, el 8 de septiembre de 1986 suscribió el documento Bases de Sustentación del Régimen Democrático, que consistía en una ampliación y profundización del referido Acuerdo Nacional, y que daría origen en noviembre de 1986 al Acuerdo Nacional Democrático, coalición política de corta duración.
El PRep y el PL se fusionaron en diciembre de 1987 para formar la Unión Liberal Republicana, lo que contó con el rechazo del sector conservador del partido. Varios militantes republicanos –como Jaramillo y Subercaseaux– emigrarían posteriormente al Partido por la Democracia.

## Presidentes
| Presidente             | Período                   |
| ---------------------- | ------------------------- |
| Hugo Zepeda Barrios    | Septiembre de 1982 - 1985 |
| Armando Jaramillo Lyon | 1985 - diciembre de 1987  |